# سان کواک
سان کواک (چینی: 郭 新، متولد ۱۵ سپتامبر ۱۹۴۹) اخترشناس هنگ کنگی است که بیشتر به خاطر کارش در زمینه فیزیک و شیمی و در مراحل پایانی تکامل ستاره‌ها مشهور است. در سال ۱۹۷۸، وی نظریه جدیدی در مورد منشأ سحابی‌های سیاره ای ارائه کرد. که درک ما از مرگ ستارگان شبیه خورشید را دگرگون کرده‌است. او پیشگام مطالعه سنتز ستاره ای ترکیبات آلی است، که ممکن است پیامدهایی بر منشأ حیات بر روی زمین داشته باشد.

## پیش زمینه
سان کواک متولد هنگ کنگ است و از مدرسه راهنمایی پوی چینگ فارغ‌التحصیل شد؛ همان مدرسه ای که دانیل چی تسوئی، برنده جایزه نوبل فیزیک و شینگ تونگ یائو، برنده مدال فیلدز در آن حضور داشتند.
استاد گروه علوم فضایی و مدیر آزمایشگاه تحقیقات فضایی، دانشگاه هنگ کنگ (۲۰۱۶–۲۰۱۸)
استاد فیزیک و رئیس علم، دانشگاه هنگ کنگ (۲۰۰۶–۲۰۱۶)
رئیس کمیسیون اتحادیه بین‌المللی اخترشناسی F3: Astrobiology (2015-2018)
پژوهشگر و مدیر برجسته، مؤسسه نجوم و اخترفیزیک، Academia Sinica، تایوان (۲۰۰۳–۲۰۰۶)
استاد دانشگاه کلگری (۱۹۸۳–۲۰۰۵)
سرپرست، کمیسیون IAI 34: ماده بین ستاره ای (۲۰۱۲–۲۰۱۵)
نایب رئیس، کمیسیون IAU 51: زیست‌شناسی (۲۰۱۲–۲۰۱۵)
رئیس، گروه کاری IAU در مورد سحابی‌های سیاره ای (بخش ششم) (۱۹۹۴–۲۰۰۱)
محقق اصلی (نجوم)، مشارکت کانادایی در مأموریت اودین

## پژوهش
علاوه بر کار روی سحابی‌های سیاره ای، کووک همچنین به دلیل کشف سحابی‌های پیش سیاره ای، حلقه مفقوده در درک ما از مراحل پایانی تکامل ستاره ای و کشف ویژگی انتشار ناشناخته در ۲۱ میکرومتر، شناخته شد.
او با استفاده از تلسکوپ‌های مادون قرمز فضایی، دریافت که ترکیبات آلی با ساختارهای معطر و آلیفاتیک در مراحل پایانی تکامل ستاره ای به سرعت سنتز می‌شوند.
این ترکیبات ساخته شده از ستاره در حال حاضر به‌طور گسترده‌ای در سراسر کهکشان پخش شده‌است و اعتقاد بر این است که در غنی سازی شیمیایی منظومه شمسی اولیه نقش داشته‌است.
کتاب او Stardust: Cosmic Seeds of Life (Springer 2013) توسط مجله choice به عنوان «عنوان علمی برجسته» برای سال ۲۰۱۴ انتخاب شد.

## اصلاحات آموزشی
به عنوان رئیس علوم در دانشگاه هنگ کنگ، کووک تعدادی از اصلاحات آموزشی، از جمله سیستم اصلی/فرعی در سال ۲۰۰۶، پذیرش مشترک در سراسر دانشکده در ۲۰۰۷، یادگیری تجربی در ۲۰۰۷ و دوره‌های بنیاد علمی در ۲۰۱۲ را معرفی کرد. او یک دوره اصلی مشترک «مکان ما در جهان» را توسعه داده و تدریس کرده‌است که تأثیر توسعه نجومی بر فلسفه، دین و جامعه را برجسته می‌کند.

## آثار منتخب
کواک، سان (۲۰۰۰)، منشأ و تکامل سحابی‌های سیاره ای ، انتشارات دانشگاه کمبریج، ISBN 0-521-62313-8 ISBN
کواک، سان (۲۰۰۱)، پروانه‌های کیهانی ، انتشارات دانشگاه کمبریج، شابک ۱-۸۹۱۳۸۹-۴۶-۷
کواک، سان (۲۰۰۷). فیزیک و شیمی محیط میان ستاره ای، کتابهای علمی دانشگاه، (ISBN 1-891389-46-7- ISBN)
کواک، سان (۲۰۱۱)، ماده آلی در جهان، ویلی، ۲۰۱۱ (شابک 978-3-527-40986-0 ISBN 978-3-527-40986-0)
کواک، سان (۲۰۱۳)، غبار ستاره ای: دانه‌های کیهانی حیات، Springer، 2013 (ISBN 978-3-642-32801-5 ISBN
کواک، سان (۲۰۱۷) مکان ما در جهان: درک نجوم بنیادی از کشفیات قدیمی، اسپرینگر، (شابک ۹۷۸-۳-۳۱۹-۵۴۱۷۲-۳)
این کتاب توسط پرفسور جمشید قنبری ترجمه شد و بوسیله انتشارات سبزان در سال ۱۳۹۸ به چاپ رسید.